# Escuela Politécnica Federal de Zúrich
La Escuela Politécnica Federal de Zúrich (en alemán Eidgenössische Technische Hochschule Zürich) es una universidad pública pionera en investigaciones en Europa y en todo el mundo. Su campus está en la ciudad suiza de Zúrich, donde se la conoce simplemente como la ETH. Su renombre se debe a los muchos científicos que han pasado por sus aulas y laboratorios, veintiún premios Nobel en sus más de ciento cincuenta años de existencia; entre los más famosos está Albert Einstein.
En las ediciones de 2020 y 2021 de la Clasificación mundial de universidades QS, la ETH ha sido considerada la sexta mejor universidad del mundo (la segunda en Europa por detrás de la Universidad de Oxford) y la undécima según el Times Higher Education World Rankings 2019.
En la parte francófona de Suiza se encuentra su universidad hermana, la Escuela Politécnica Federal de Lausana. Es un miembro de la Liga IDEA y de Top Industrial Managers for Europe (red TIME) y de la Alianza Internacional de Universidades de Investigación (IARU).

## Historia

### De 1848 a 1855
Desde los tiempos de la República Helvética, en toda Suiza se venía debatiendo la idea de una universidad nacional, pero las peleas internas impidieron por mucho tiempo su realización. Mientras la República Helvética iba transformándose en la Confederación Helvética, de gobierno federal, las voces que pedían una universidad se volvieron a escuchar y tras largos debates, el 7 de febrero de 1854, el consejo federal suizo firmó la ley para la creación de una escuela federal politécnica ("Eidgenössische Polytechnische Schule") en conjunto con una escuela para ciencias exactas, políticas y humanas.

### De 1855 a 1904

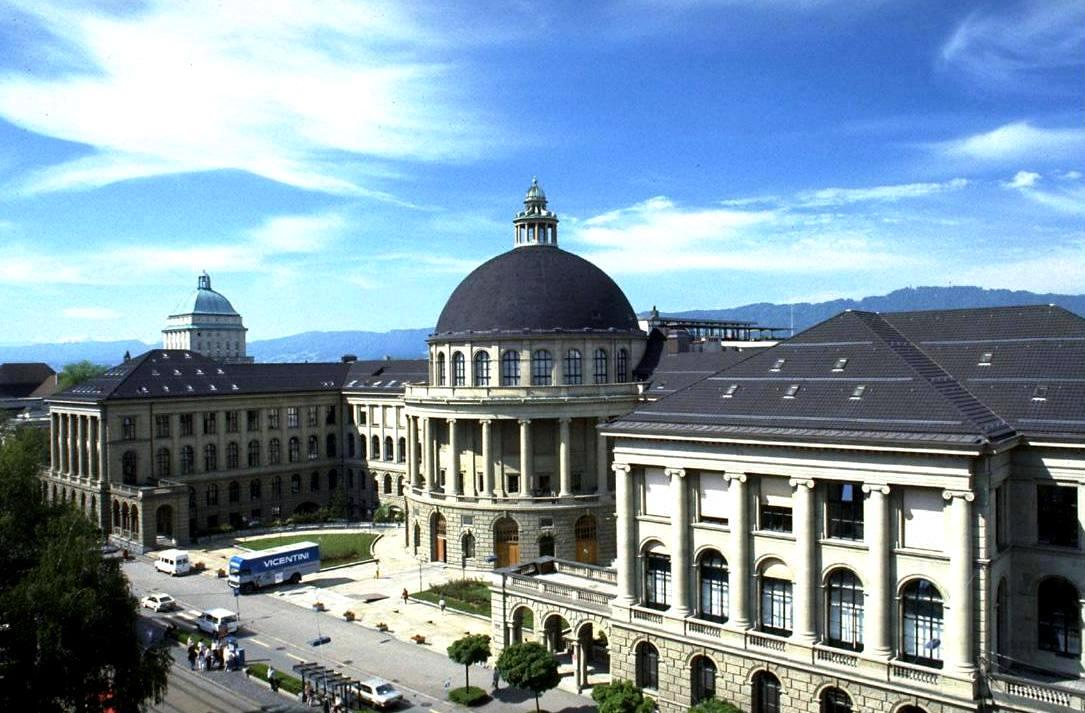
Edificio principal del ETH.

La nueva institución quería brindar un conocimiento teórico y práctico acorde con la revolución industrial que había en Europa en esos momentos. Gracias al agradable clima que reinaba en la ETH-Z, muchos estudiantes de toda Europa ingresaron, al igual que científicos de renombre como Kinkel, de Sanctis, Cherbuliez, Clausius, Reuleaux y Semper.
Junto a la creciente federación, la ETH-Z comenzó su proceso de construcción. En esta época se construyó el edificio principal (Hauptgebäude, 1858-1864), que fue diseñado por Gottfried Semper, además de su laboratorio de máquinas, el edificio de química y de física. Se fundaron las asociaciones de estudiantes, los departamentos de agricultura y ciencias militares.

### De 1904 a 1911
Esta época está marcada por los cambios dentro de la institución. Desde 1904 comenzó el debate en torno al cambio de nombre, de Polytechnikum a Eidgenössische Technische Hochschule, de acuerdo a los cambios que estaban haciendo las instituciones de enseñanza alemanas. Este cambio fue efectivo en 1911. En estos años, la ETH comenzó su proceso de separarse de otras instituciones federales, tanto de la Universidad de Zúrich como del cantón y de la ciudad de Zúrich. Hoy por hoy el nombre es acorde a lo que esta universidad brinda.
Además del cambio en el nombre, en 1908, la institución inició el proceso de reestructurar tanto las materias como el sistema de enseñanza acorde con lo que la época requería. En 1909, se otorgaron los primeros títulos de doctorado a seis en el área de química, dos en ingeniería mecánica y uno en ciencias naturales.

### De 1911 a 1968

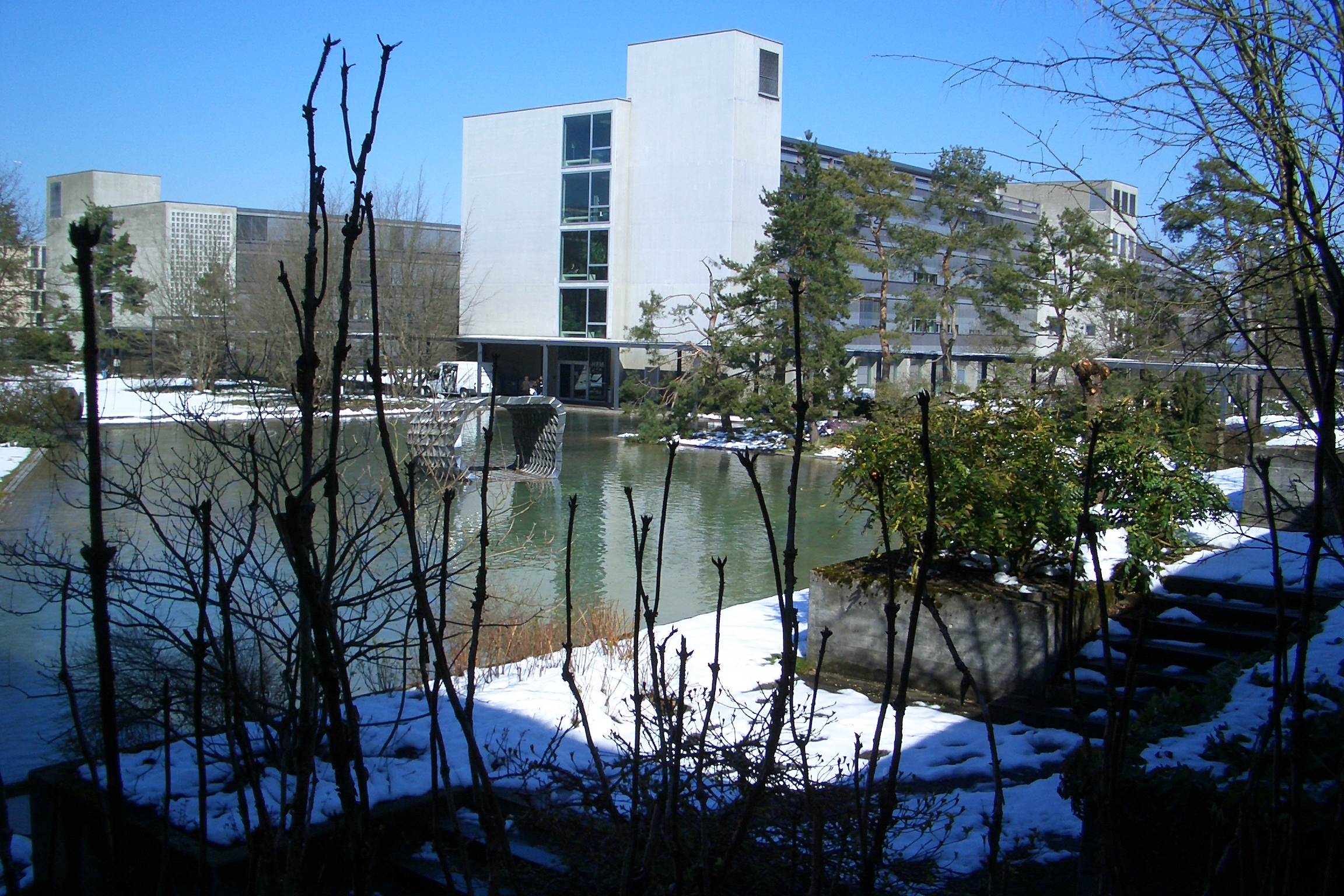
Vista del campus de Hönggerberg.

La universidad comenzó a trabajar con autonomía académica pero cooperativamente con el cantón Zúrich. Esta fórmula le sirvió para lograr los objetivos deseados, formulación teórica y experimentación controlada de los experimentos. Así, tras la Primera Guerra Mundial, se consolidó la creación de institutos con financiamiento mixto dentro de la institución. Con el paso del tiempo, la universidad fue focalizando los roles nacionales de información. Tanto en la industria como en la ciencia, la ETH comenzaba a ser un referente en cuanto a los caminos que se debía direccionar. 
En lo concerniente a la infraestructura, los laboratorios siguieron construyéndose. En 1929 se creó el laboratorio de aguas e hidrología, en 1933 el instituto de física experimental, en 1937 el instituto de desarrollo industrial, con lo que se notó que la universidad requería de un lugar más amplio para continuar su expansión, lo que concluyó en 1961 con el inicio de las obras de la primera etapa de su nuevo campus en las afueras de Zúrich, en el sector de Hönggerberg. Para esto se consiguió en 1952 la creación de la Fundación Nacional Suiza de Ciencia, que era la encargada para conseguir los fondos necesarios. En 1954 se tenían ya recaudados 444 millones de francos suizos para la ampliación.

### De 1968 a 1973

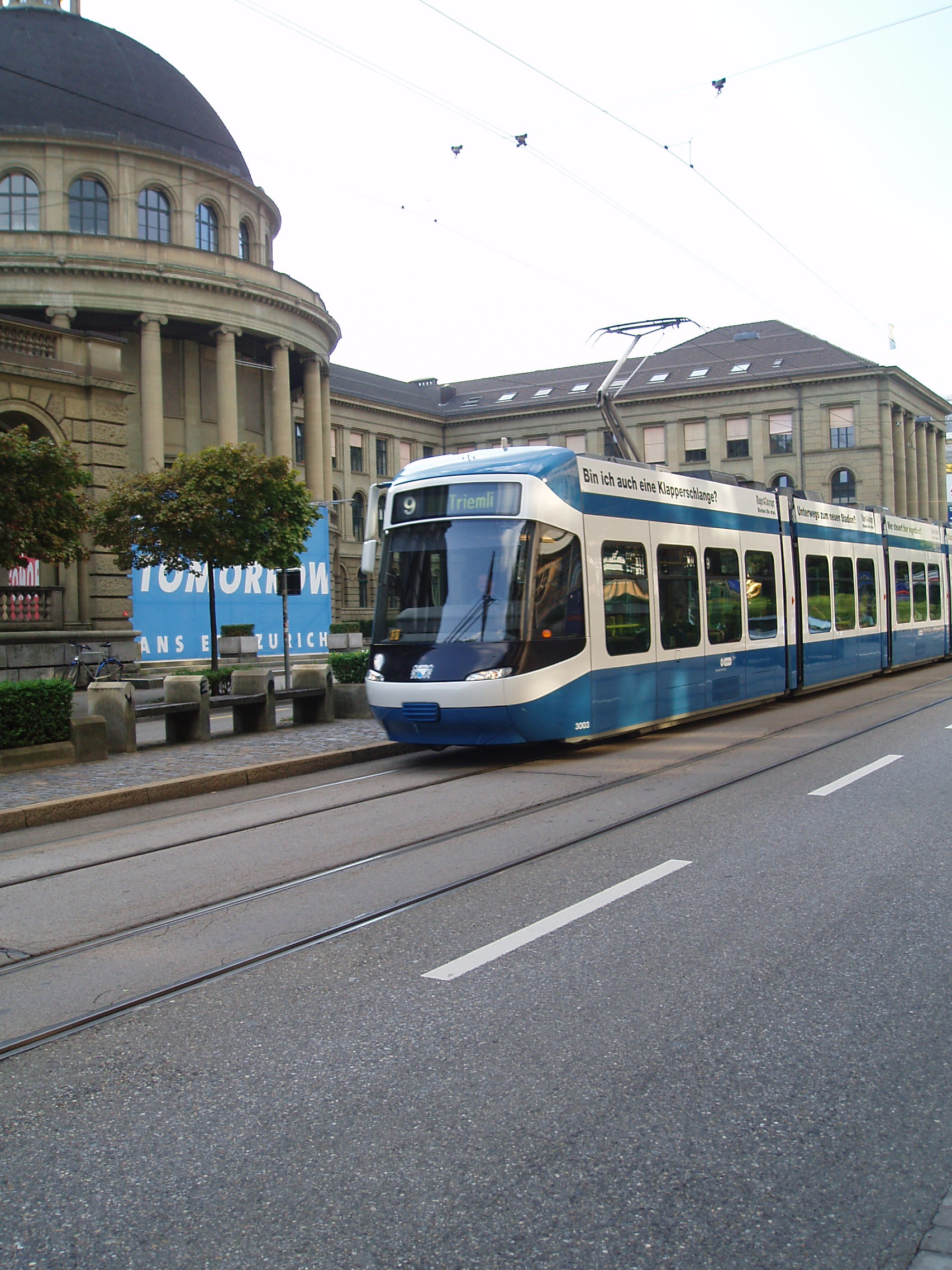
Fotografía del Hauptgebäude en el campus Zentrum.

Este corto periodo se vio envuelto en una serie de disputas por la intención de implementar nuevos reglamentos y leyes en la universidad. En 1968 se dictaron las nuevas leyes para la ETH pero los propios estudiantes en referéndum votaron en contra de su implementación. En 1969, su universidad hermana École Polytechnique Universitaire de Lausanne se convirtió también en Escuela Politécnica Federal de Lausana.

### De 1973 a 2005
Al igual que el resto del mundo, las universidades en este tiempo tuvieron que ir evolucionando de acuerdo a la creciente innovación tecnológica para convertirse en puntos generadores de tecnología, y no solo simples consumidores. Por lo que en esta época, la ETH tuvo que flexibilizar sus programas de investigación en pos de conseguir los adelantos tecnológicos necesarios y para eso lograron conseguir alianzas estratégicas con varias empresas importantes.
Gracias a esto en la década de 1980 impulsaron la creación de nuevos departamentos al igual que nuevas carreras como informática, ciencia de materiales y ciencias del medio ambiente. De ahí en adelante la universidad, que ya contaba con un gran prestigio, siguió su camino acompañada del avance científico y de la innovación requerida para convertirse en una universidad puntera.

### De 2005 en adelante
En los últimos años la ETH ha cumplido con diversos estándares de calidad que tanto el gobierno federal suizo como la Unión Europea y países del primer mundo han requerido; uno de estos ejemplos es que tuvo que realizar la reforma aprobada en el Proceso de Bolonia. Los títulos otorgados en sus niveles de enseñanza como sus avances científicos y tecnológicos llevan siempre la calidad que la universidad ha ganado. En los años 2005, 2006 y 2007 el ranking de universidades del mundo le otorgó el puesto 27, siendo la quinta mejor universidad de Europa y la mejor universidad de su país.
En el 2005, al cumplirse los 150 años de su fundación, las festividades no cesaron. Además se ha puesto en marcha un gran proyecto visionario, Science City, que pretende convertir a su campus en Hönggerberg en una ciudad científica donde los estudiantes y docentes puedan realizar todas sus actividades sin salir de esta ciudad universitaria.

## Campus
La ETH tiene dos campus como se dijo anteriormente, uno en el centro de la ciudad (Zentrum) y otro en Hönggerberg. El campus central colinda con la Universidad de Zúrich, el Universitätspital y el colegio del cantón (Kantonschule). En realidad no se trata de un campus cerrado; por el contrario, es un conjunto de edificios y oficinas circundantes al Hauptgebäude, que fue diseñado por el arquitecto alemán Gottfried Semper, que era profesor de arquitectura en esos momentos. Se encuentra en una zona céntrica de la ciudad, al que se puede acceder fácilmente desde la Estación central de tren de Zúrich (Hauptbahnhof) en el tranvía o hasta caminando.

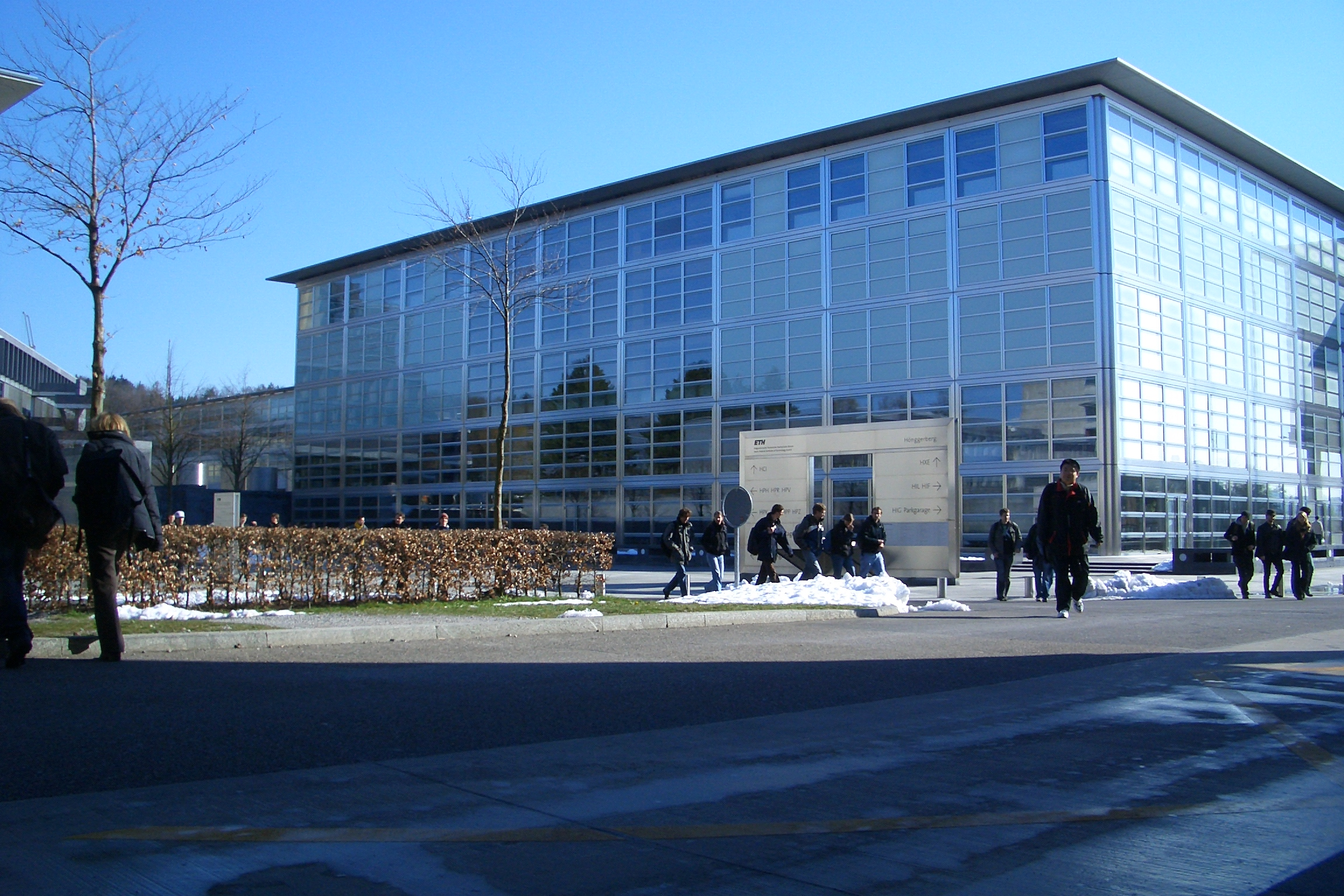
Campus de Hönggerberg, futura Science City.

El campus de Hönggerberg es más moderno, tiene alrededor de 50 años y se construyó debido a que no se podía ampliar más el campus Zentrum. Se construyó principalmente entre 1964 y 1976, aunque la mayor construcción se terminó en 2003 con la construcción de los departamentos de ciencia de materiales, arquitectura, ingeniería civil, física, biología y química. El campus está alejado del campus Zentrum unos 20 minutos en transporte público y unos 25 minutos desde la estación central del tren. 
Por los 150 años de la universidad se forjó un plan para convertir a este campus universitario en una ciudad científica, donde se pueda vivir, comer, hacer deporte, etc. El proyecto denominado como Science City es un ambicioso proyecto que busca crear una ciudad con los más altos estándares ambientales acompañados de espacios culturales, económicos y sociales. Se espera que para 2008 el proyecto esté culminado.

## Admisión
Para el ingreso a los estudios de pregrado (Bachelor), hay dos modalidades: una para los estudiantes que tienen el bachillerato suizo (eidgenössisch anerkannten gymnasialen Maturitätsausweis) y otra para los que no lo tienen. Los que tienen este Schweizer Maturität o algún equivalente deben solo inscribirse en la oficina de ingreso. Para los demás, varía si el título más alto que tengan revalida con el CH-Maturität. Los aspirantes deben inscribirse primero en la oficina de admisión, donde se les dirá si su título es equivalente, y en caso contrario tendrán que realizar unas pruebas de ingreso (Aufnahmeprüfung) en las materias correspondientes a su carrera además de una prueba de conocimiento del idioma alemán (Deutsch-Kenntnis-Prüfung). A pesar de que el idioma en el que se cursarán los estudios es el alemán, las pruebas pueden darse en cualquiera de los cuatro idiomas oficiales en Suiza.
La ETH también brinda la opción de ingresar a niveles avanzados; para ello los estudiantes deben igualmente inscribirse en la oficina de admisión y, dependiendo del lugar donde hayan cursado sus estudios, pueden revalidar las materias cursadas en otras universidades si están en un segundo año de estudios. Los estudiantes de universidades en Suiza, Alemania, Austria, Italia y Francia solo necesitan presentar sus certificados de los estudios cursados.
Para el ingreso a carreras de maestría, la ETH requiere que el aspirante tenga un título equivalente al Bachelor of Arts o Bachelor of Science. La solicitud de admisión se debe enviar por escrito adjuntando una copia de su título correspondiente. Varias carreras de Máster en la ETH se pueden hacer también en inglés. Varias carreras se imparten primordialmente en alemán pero se necesita un buen conocimiento de inglés para ciertas materias y otras son primordialmente en inglés con algunas materias en alemán. También existen carreras que únicamente son en inglés; para más detalle existe una tabla más adelante.

## Estudios
A nivel de pregrado, la ETH ofrece 23 carreras a nivel de Bachelor y 43 Maestrías. En 2021, 10642 estudiantes cursaban alguna carrera de Bachelor y 8299 alguna de las maestrías o diplomas. Además tenían 4460 doctorantes en 16 departamentos. 

### Bachelor
Los estudios para obtener el Bachelor of Arts o el Bachelor of Science tienen una duración de tres años, divididos en 6 semestres o en 180 créditos. El primer año es el año base donde se enseñan los fundamentos de matemáticas, física, biología y química, para que después, en los dos años siguientes, se trabaje más en proyectos y trabajos más específicos para su correspondiente título. Las carreras que ofrece a este nivel son:
| Departamento                                                                    | Carrera                                                                                    | Siglas y enlace externo |
| ------------------------------------------------------------------------------- | ------------------------------------------------------------------------------------------ | ----------------------- |
| Arquitectura, Ingeniería Civil y Geomática (Architektur, Bauwesen und Geomatik) | Arquitectura (Architektur)                                                                 | D-ARCH                  |
| Arquitectura, Ingeniería Civil y Geomática (Architektur, Bauwesen und Geomatik) | Ingeniería Civil (Bauingenieurwissenschaften)                                              | D-BAUG                  |
| Arquitectura, Ingeniería Civil y Geomática (Architektur, Bauwesen und Geomatik) | Geomática y Planeación (Geomatik und Planung)                                              | D-BAUG                  |
| Arquitectura, Ingeniería Civil y Geomática (Architektur, Bauwesen und Geomatik) | Ciencias del medio ambiente (Umweltingenieurwissenschaften)                                | D-BAUG                  |
| Ingenierías (Ingenieurwissenschaften)                                           | Electrotécnica y tecnología de la información (Elektrotechnik und Informationstechnologie) | D-ITET                  |
| Ingenierías (Ingenieurwissenschaften)                                           | Biotecnología ( Biotechnologie)                                                            | D-BSSE                  |
| Ingenierías (Ingenieurwissenschaften)                                           | Informática (Informatik)                                                                   | D-INFK                  |
| Ingenierías (Ingenieurwissenschaften)                                           | Ciencia de materiales (Materialwissenschaft)                                               | D-MATL                  |
| Ingenierías (Ingenieurwissenschaften)                                           | Ingeniería mecánica (Maschineningenieurwissenschaften)                                     | D-MAVT                  |
| Matemáticas y Ciencias Naturales (Naturwissenschaften und Mathematik)           | Biología (Biologie)                                                                        | D-BIOL                  |
| Matemáticas y Ciencias Naturales (Naturwissenschaften und Mathematik)           | Química (Chemie)                                                                           | D-CHAB                  |
| Matemáticas y Ciencias Naturales (Naturwissenschaften und Mathematik)           | Ingeniería Química ( Chemieingenieurwissenschaften)                                        | D-CHAB                  |
| Matemáticas y Ciencias Naturales (Naturwissenschaften und Mathematik)           | Ciencias interdisciplinarias (Interdisziplinäre Naturwissenschaften)                       | D-CHAB                  |
| Matemáticas y Ciencias Naturales (Naturwissenschaften und Mathematik)           | Ciencias farmacéuticas (Pharmazeutischen Wissenschaften)                                   | D-CHAB                  |
| Matemáticas y Ciencias Naturales (Naturwissenschaften und Mathematik)           | Matemáticas (Mathematik)                                                                   | D-MATH                  |
| Matemáticas y Ciencias Naturales (Naturwissenschaften und Mathematik)           | Ciencias computacionales e ingeniería (Rechnergestützte Wissenschaften)                    | D-MATH                  |
| Matemáticas y Ciencias Naturales (Naturwissenschaften und Mathematik)           | Física (Physik)                                                                            | D-PHYS                  |
| Ciencias Naturales Sistemáticas y orientadas (Systemorientierte Wissenschaften) |                                                                                            |                         |
| Ciencias de la salud y tecnología (Gesundheitswissenschaften und Technologie)   | D-HEST                                                                                     |                         |
| Ciencias de Alimentos (Lebensmittelwissenschaften)                              | D-HEST                                                                                     |                         |
| Ciencias de la Agricultura (Agrarwissenschaft)                                  | D-USYS                                                                                     |                         |
| Ciencias ambientales (Umweltnaturwissenschaften)                                | D-USYS                                                                                     |                         |
| Ciencias de la Tierra (Erdwissenschaften)                                       | D-ERDW                                                                                     |                         |
| Ciencias Sociales y Administrativas (Management und Sozialwissenschaften)       | Ciencias Sociales, Humanas y Políticas (Berufsoffizier)                                    | D-GESS                  |

### Maestría
Los estudios continúan con una maestría, que tiene una duración de 3 o 4 semestres o de 90 a 120 créditos. Los estudios se van concentrando en la rama que el estudiante escoja. Además, se deben realizar prácticas (entre 3 y 8 semanas) y un trabajo escrito para finalmente obtener el título de Master of Science ETH o Master of Arts ETH. Las maestrías ofrecidas por los departamentos de la ETH, varias de ellas en inglés, son:
| Departamento                                 | Carrera                                                                                           |
| -------------------------------------------- | ------------------------------------------------------------------------------------------------- |
| Arquitectura, Civil y Geomática              | Arquitectura (Architektur)*                                                                       |
| Arquitectura, Civil y Geomática              | Ingeniería Civil (Bauingenieurwissenschaften)*                                                    |
| Arquitectura, Civil y Geomática              | Geomática y Planeación (Geomatik und Planung)*                                                    |
| Arquitectura, Civil y Geomática              | Desarrollo espacial y sistemas de infraestructura (Raumentwicklung und Infrastruktursysteme)*     |
| Arquitectura, Civil y Geomática              | Ingeniería ambiental (Umweltingenieurwissenschaften)**                                            |
| Ingenierías                                  | Ingeniería Biomédica (Biomedizinische Technik)****                                                |
| Ingenierías                                  | Biología computacional y Bioinformática (Computational Biology and Bioinformatics)****            |
| Ingenierías                                  | Electrotécnica y tecnologías de la información (Elektrotechnik und Informationstechnologie)*      |
| Ingenierías                                  | Ciencias y tecnología de Energía (Energy Science and Technology)****                              |
| Ingenierías                                  | Informática (Informatik)**                                                                        |
| Ingenierías                                  | Ingeniería mecánica (Maschineningenieurwissenschaften)**                                          |
| Ingenierías                                  | Ciencia de materiales (Materialwissenschaft)****                                                  |
| Ingenierías                                  | Micro y Nanosistemas (Mikro- und Nanosysteme)****                                                 |
| Ingenierías                                  | Ingeniería Nuclear (Nuclear Engineering)                                                          |
| Ingenierías                                  | Ingeniería de Procesos (Verfahrenstechnik)**                                                      |
| Ingenierías                                  | Ingeniería Cuántica                                                                               |
| Ciencias Naturales y Matemática              | Ciencias del movimiento humano y deportes (Bewegungswissenschaften und Sport)*                    |
| Ciencias Naturales y Matemática              | Biología (Biologie)****                                                                           |
| Ciencias Naturales y Matemática              | Biotecnología (Biotechnologie)****                                                                |
| Ciencias Naturales y Matemática              | Química (Chemie)****                                                                              |
| Ciencias Naturales y Matemática              | Química e ingeniería biológica (Chemie- und Bioingenieurwissenschaften)****                       |
| Ciencias Naturales y Matemática              | Ciencias interdisciplinarias (Interdisziplinäre Naturwissenschaften)**                            |
| Ciencias Naturales y Matemática              | Matemática y aplicaciones (Mathematik / Angewandte Mathematik)**                                  |
| Ciencias Naturales y Matemática              | Ciencias médicas y farmacéutica industrial (Medicinal and Industrial Pharmaceutical Sciences)**** |
| Ciencias Naturales y Matemática              | Sistemas neurales y computación (Neural Systems and Computation)**                                |
| Ciencias Naturales y Matemática              | Ciencias farmacéuticas (Pharmazeutische Wissenschaften)*                                          |
| Ciencias Naturales y Matemática              | Física (Physik)*                                                                                  |
| Ciencias Naturales y Matemática              | Ciencias e ingeniería de la computación (Rechnergestützte Wissenschaften)**                       |
| Ciencias Naturales y Matemática              | Estadística (Statistik)**                                                                         |
| Ciencias naturales sistemáticas y orientadas | Ciencias de la agricultura (Agrarwissenschaft)*                                                   |
| Ciencias naturales sistemáticas y orientadas | Geofísica aplicada (Applied Geophysics)****                                                       |
| Ciencias naturales sistemáticas y orientadas | Ciencia de materiales (Atmospheric and Climate Science)****                                       |
| Ciencias naturales sistemáticas y orientadas | Ciencias de la tierra (Erdwissenschaften)****                                                     |
| Ciencias naturales sistemáticas y orientadas | Ciencias de alimentos (Lebensmittelwissenschaft)*                                                 |
| Ciencias naturales sistemáticas y orientadas | Ciencias del medio ambiente (Umweltnaturwissenschaften)****                                       |
| Ciencias sociales y administrativas          | Estudios comparativos e internacionales (Comparative and International Studies)****               |
| Ciencias sociales y administrativas          | Administración, tecnología y economía (Management, Technologie und Ökonomie)****                  |
| Ciencias sociales y administrativas          | Filosofía e historia del pensamiento (Philosophie und Geschichte des Wissens)*                    |

Notas

*    La carrera se imparte en inglés y alemán, predominando el alemán.
**   La carrera se imparte en inglés y alemán, predominando el inglés.
***  La carrera se imparte solo en alemán.
**** La carrera se imparte solo en inglés.

### Doctorado
La gran fama de esta universidad se debe a sus innumerables contribuciones a la ciencia. Por eso, cada año el número de candidatos a doctorantes bordea los 700; casi la mitad son extranjeros. La duración de un doctorado es de alrededor de 3 o 4 años. Lo primero que se aconseja para realizar un doctorado en la ETH, es buscar un profesor dentro de la universidad, para juntos elaborar el plan de estudio y trabajo. Al finalizar los estudios, la ETH otorga el título correspondiente al estudio como ETH Graduate Schools.

## Personalidades reconocidas en la ETH
Por los corredores de esta universidad han pasado, tanto como estudiantes como profesores, personalidades de ciencia de renombre.

### Ganadores del Premio Nobel
La ETH-Z cuenta con 22 premios Nobel, cifra que representa casi la tercera parte de todos los ganadores de este premio en ciencia. En la siguiente tabla se puede observar la personalidad y el año que se le otorgó este galardón:

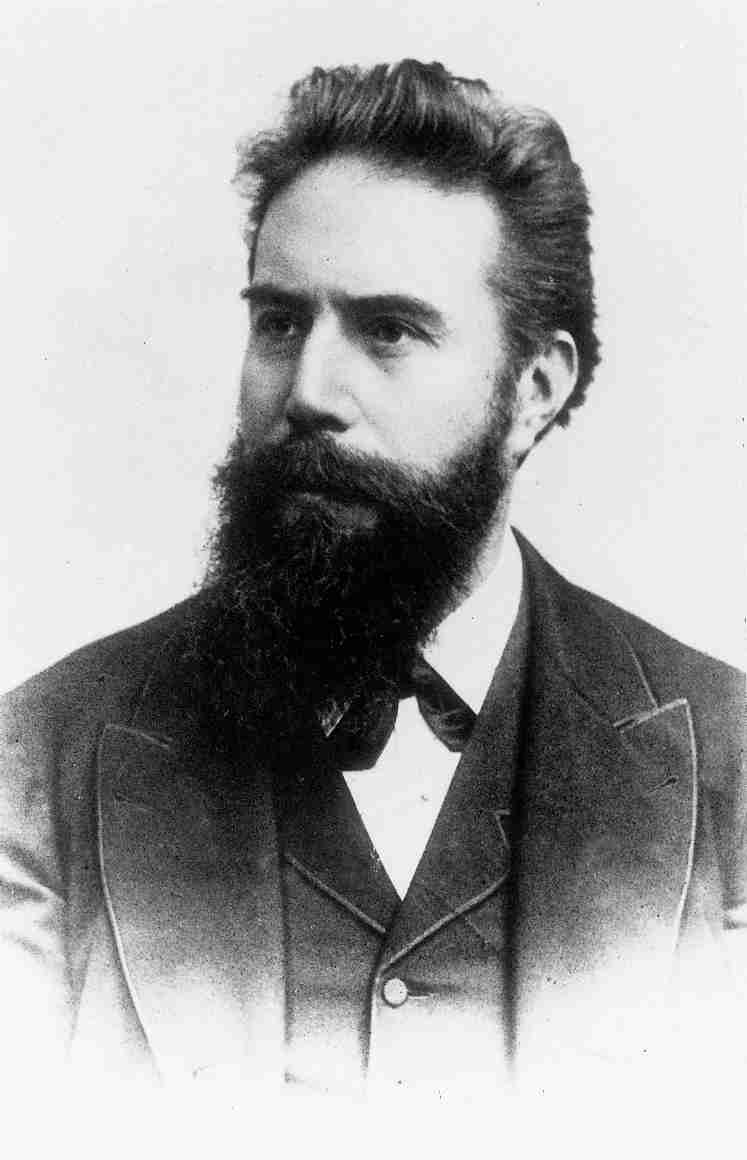
Wilhelm Konrad Röntgen.
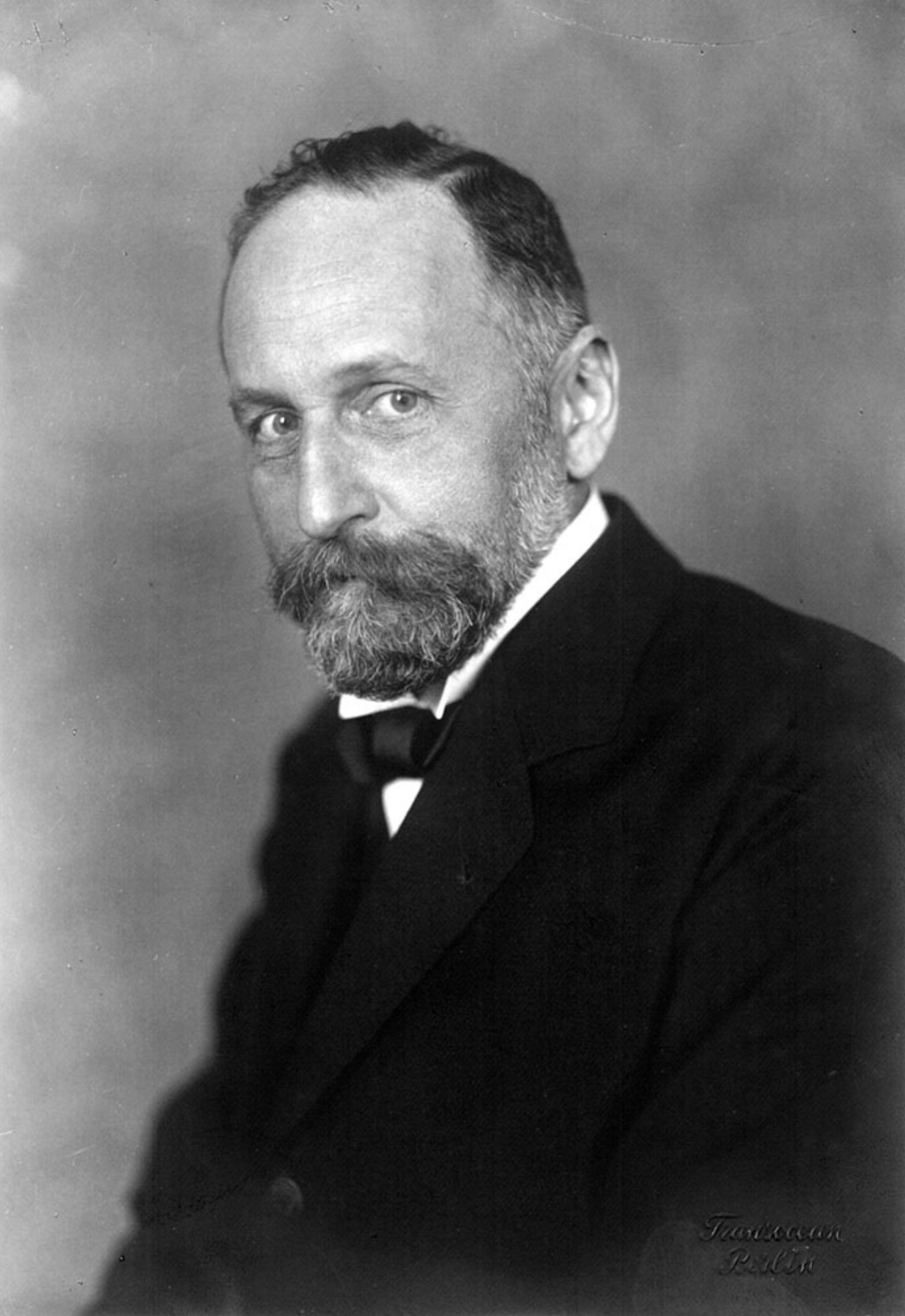
Richard Willstätter.
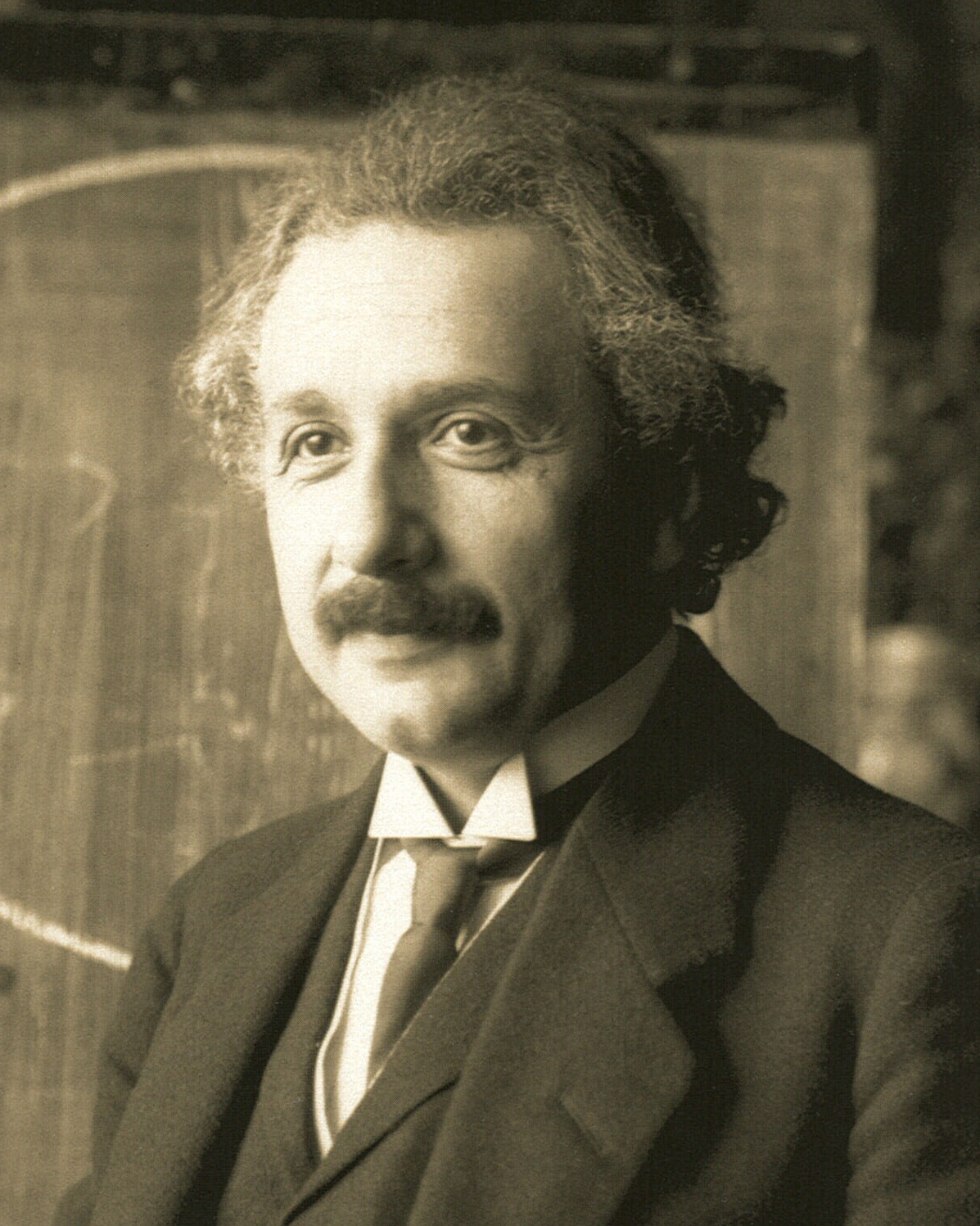
Albert Einstein.
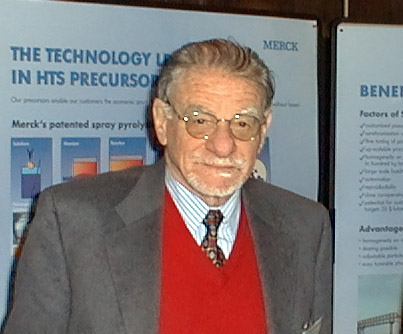
Alexander Müller.
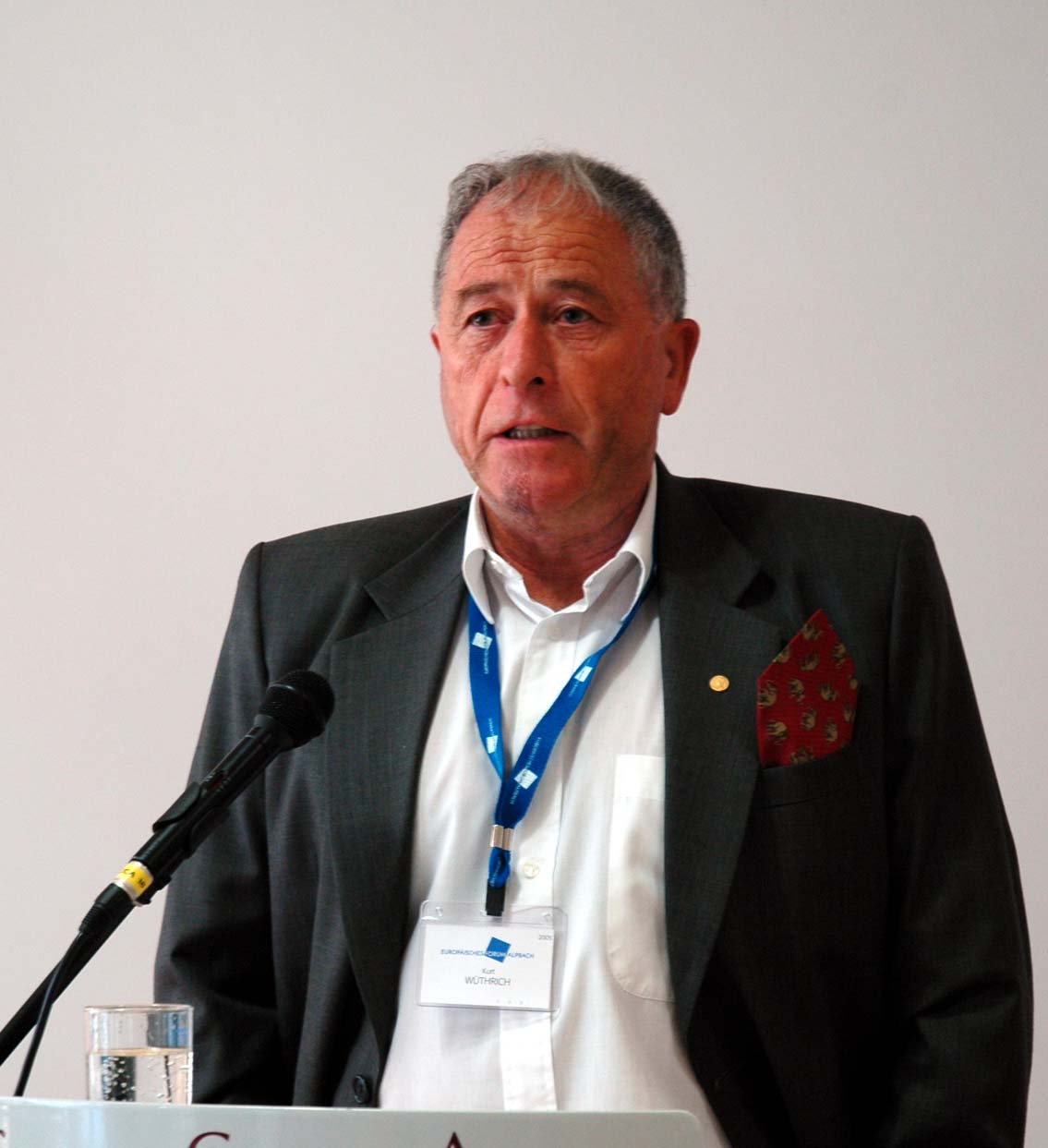
Kurt Wüthrich.

| Año  | Personalidad                     | Área     |
| ---- | -------------------------------- | -------- |
| 1901 | Wilhelm Konrad Röntgen           | Física   |
| 1913 | Alfred Werner                    | Química  |
| 1915 | Richard Willstätter              | Química  |
| 1918 | Fritz Haber                      | Química  |
| 1920 | Charles Edouard Guillaume        | Física   |
| 1921 | Albert Einstein                  | Física   |
| 1936 | Peter Debye                      | Química  |
| 1938 | Richard Kuhn                     | Química  |
| 1939 | Leopold Ruzicka                  | Química  |
| 1943 | Otto Stern                       | Física   |
| 1945 | Wolfgang Pauli                   | Física   |
| 1950 | Tadeus Reichstein                | Medicina |
| 1952 | Felix Bloch                      | Física   |
| 1953 | Hermann Staudinger               | Química  |
| 1975 | Vladimir Prelog                  | Química  |
| 1978 | Werner Arber                     | Medicina |
| 1986 | Heinrich Rohrer                  | Física   |
| 1987 | Georg Bednorz y Alexander Müller | Física   |
| 1991 | Richard Ernst                    | Química  |
| 2002 | Kurt Wüthrich                    | Química  |
| 2019 | Didier Queloz                    | Física   |

### Otras personalidades
Entre las personalidades que han sido docentes o se han graduado en la ETH, y que gozan de cierto reconocimiento, se encuentran:

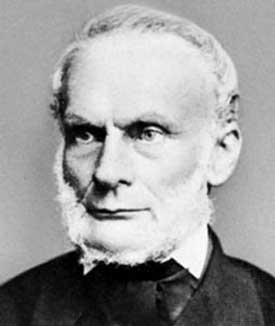
Rudolf Clausius.
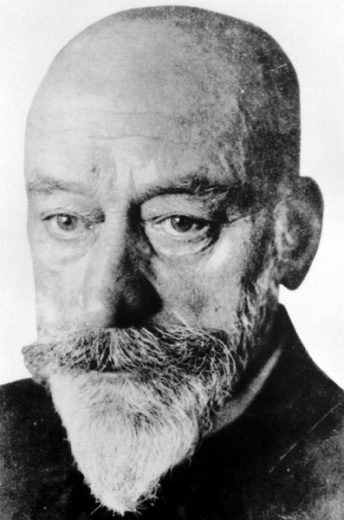
Hendrik Petrus Berlage.
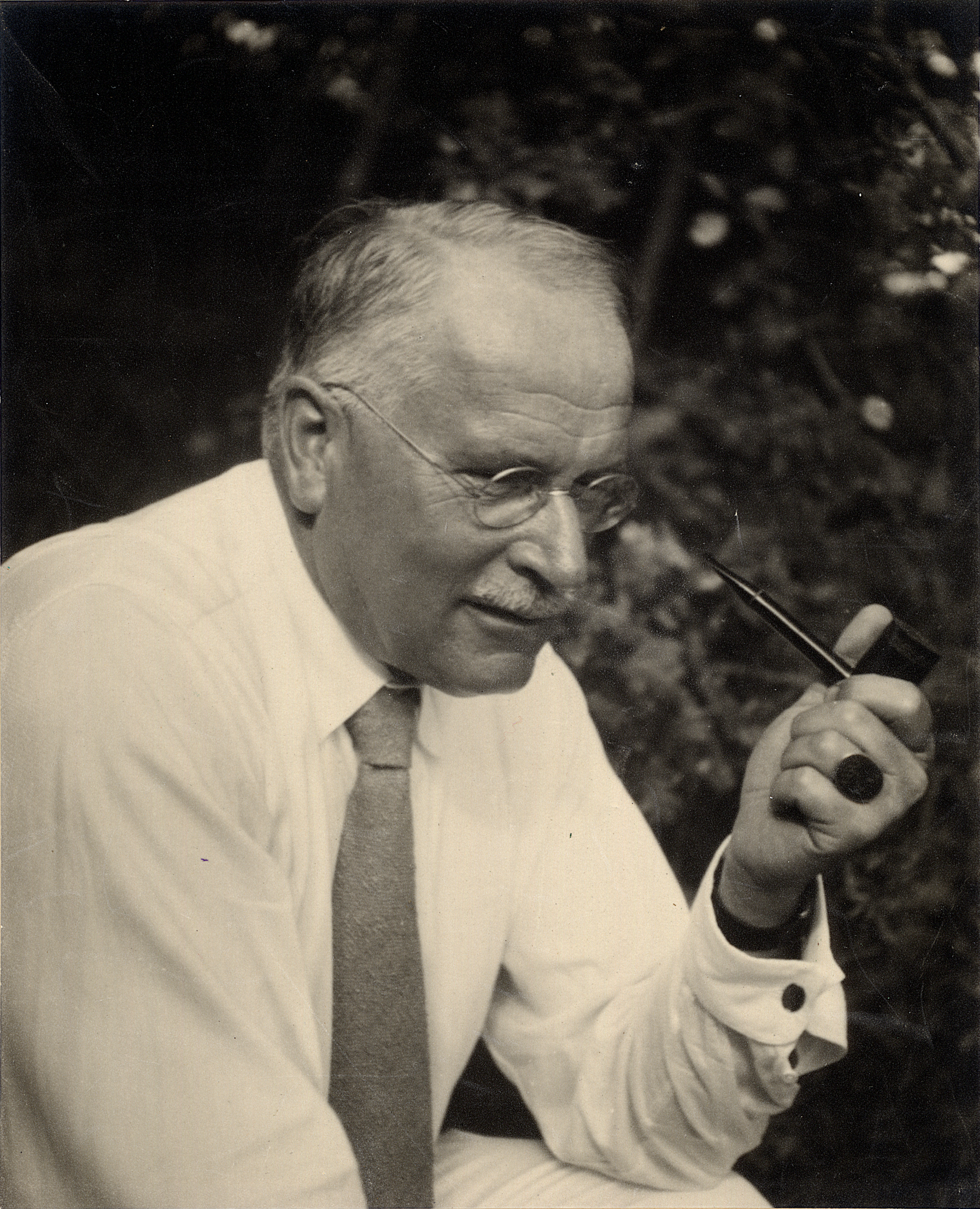
Carl Gustav Jung.
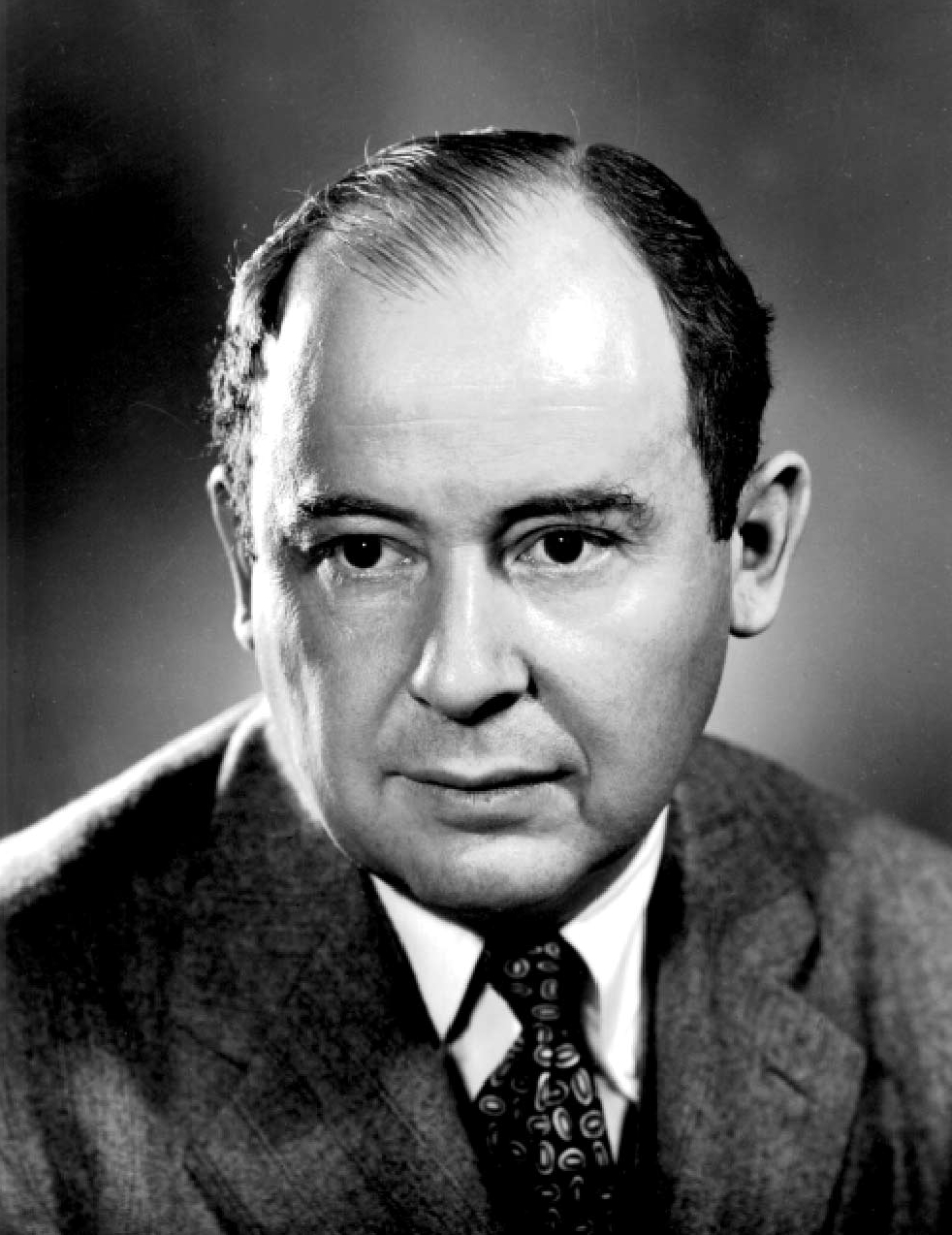
John von Neumann.
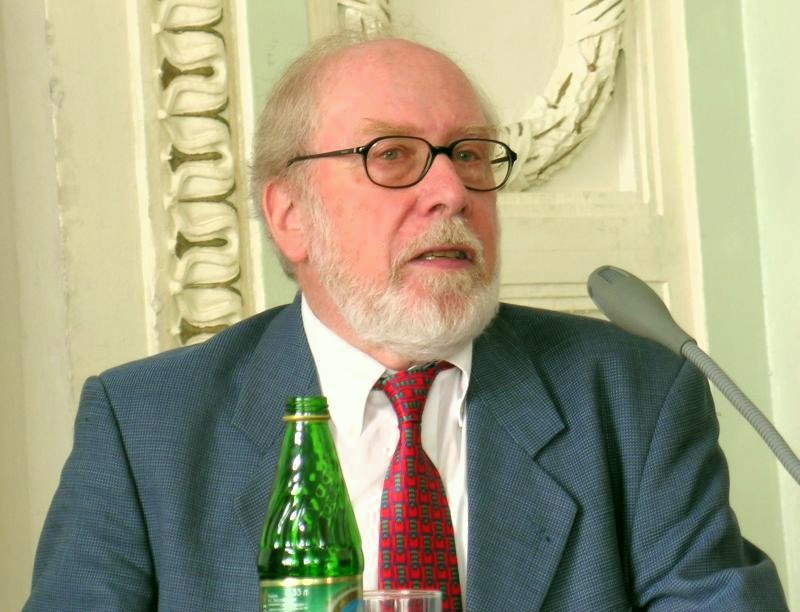
Niklaus Wirth.

| Docentes                              | Graduados                          |
| ------------------------------------- | ---------------------------------- |
| Jakob Ackeret (1898–1981)             | Othmar H. Ammann (1879–1965)       |
| Hans Boesch (1926–2003)               | Hendrik Petrus Berlage (1856–1934) |
| Alfred Büchi (1879–1959)              | Santiago Calatrava (1951– )        |
| Rudolf Clausius (1822–1888)           | Ernst Dübi (1884–1947)             |
| Hermann Burger (1942–1989)            | Hans Albert Einstein (1904–1973)   |
| Karl Culmann (1821–1881)              | Max Frisch (1911–1991)             |
| Beno Eckmann (1917-2008)              | Jacques Herzog (1950– )            |
| Paul Feyerabend (1924–1994)           | Robert Maillart (1872–1940)        |
| Fritz Fischer (1898–1947)             | Pierre de Meuron (1950– )          |
| Jérôme Franel (1859–1939)             | Walterio Meyer Rusca (1882–1969)   |
| Albert Heim (1849–1937)               | Gustave Naville (1848–1929)        |
| Eduard Imhof (1895–1986)              | John von Neumann (1903–1957)       |
| Otto Jaag (1900–1978)                 | Henri Pittier (1857–1950)          |
| Carl Gustav Jung (1875–1961)          | Walter Ritz (1878–1909)            |
| Gustav Adolf Kenngott (1818–1897)     | Volker Staab                       |
| Ernst Laur (1871–1964)                |                                    |
| Christian Menn (1927–2018)            |                                    |
| Adolf Muschg (1934– )                 |                                    |
| Franz Reuleaux (1829–1905)            |                                    |
| Roland Ris (1939– )                   |                                    |
| Heinz Rutishauser (1918–1970)         |                                    |
| Jean Rudolf von Salis (1901–1996)     |                                    |
| Karl Schmid (1907–1974)               |                                    |
| Gerold Schwarzenbach (1904–1978)      |                                    |
| Peter Sehr (1951- )                   |                                    |
| Gottfried Semper (1803–1879)          |                                    |
| Eduard Stiefel (1909–1978)            |                                    |
| Aurel Stodola (1859–1942)             |                                    |
| Friedrich Traugott Wahlen (1899–1985) |                                    |
| Hermann Weyl (1885–1955)              |                                    |
| Niklaus Wirth (1934– )                |                                    |